# Jordskælvet i Myanmar 2025
Jordskælvet i Myanmar 2025 skete den 28. marts 2025 klokken 13:20 lokal tid. Hovedskælvet var på 8,2 på Richterskalaen og 7,7 på Momentmagnitude-skalaen (MMS), Myanmar i 10 kilometers dybde nordøst for Mandalay, med epicenter omkring 21 kilometer nordøst for landets hovedstad, Naypyidaw, i Sagaing-forkastningen. Den strækker sig 1.400 km fra nord til syd langs den burmesiske mikroplade, grænsende til Thailand med Shan-plateauet. Kort efter fulgte et kraftigt efterskælv på 7,1 (Richter). I alt fulgte 77 efterskælv frem til formiddag den 29. marts. Jordskælvene kunne tillige mærkes i det nordvestlige og vestlige Thailand og især det centrale område med hovedstaden Bangkok, cirka 1.100 kilometer fra epicentret i Myanmar. Yderligere forekom en rystelse på 4,1 på Richterskalaen i Wiang Nua-underdistriktet i den thailandske Mae Hong Son-provinsen ved Chiang Mai klokken 23:21 om aften, som et resultat af bevægelse af Wiang Haeng-forkastningen nær grænsen mellem Thailand og Myanmar.
Den 30. marts om aftenen kom endnu et større efterskælv på 5,1 MMS. Der var løbende mange små efterskælv de følgende uger, blandt andet den 30. og 31. marts. Den 13. april forekom endnu et lidt større skælv ved Meiktila nord for Naypyidaw på 5,9 på Richterskalaen, skælvet kunne også mærkes i Thailand.
På grund af militærdiktaturet i Myanmar var det til at begynde med sparsomt med oplysninger. I Bangkok kollapsede et højhus under opførelse. Den thailandske hovedstad erklæret i undtagelsestilstand. Der var ingen meldinger om tilskadekomne danskere. Om aftenen lokaltid blev dødstallet i Myanmar opgjort til mindst 144 personer og 732 sårede. Dagen efter, blev tallet af militærjuntaen opdateret til, at over 1.000 personer havde mistet livet og 2.000 tilskadekomne. I Thailand omkom mindst ti personer under efterskælvet, de fleste da en bygning kollapsede.
Seneste tabstal fra Myanmar, 9. april: 5.352 dræbte og 7.104 tilskadekomne samt 538 personer er savnede.

## Myanmar

### Omfang af ødelæggelser
På grund af militærkuppet i 2021 og sparsomme adgang til nyhedsmedier, som kontrolleres af militærjuntaen, var nyhedsmængden fra Myanmar begrænset. Senere udsendte styret en appel for international nødhjælp og erklærede undtagelsestilstand. Ifølge USA's Geologiske Undersøgelse (USGS) var der risiko for mange døde i det voldsomme jordskælv. Billeder viste, hvordan en vej i Myanmars hovedstad, Naypyidaw – omkring 250 kilometer fra Mandalay – var brudt sammen. Noget kan tydede på, at der var store problemer med pladsen på sygehusene i Myanmar, hvor billeder viste, hvordan mange modtog behandling på gaden. Ava-broen over Irrawaddy-floden i Mandalay faldt også delvis sammen.
Jordskælvet væltede angiveligt flere bygninger i Mandalay, Myanmars næststørste by. Røde Kors oplyste, at nedfaldne elledninger øgede udfordringerne for deres hjælpehold, der forsøger at nå Mandalay- og Sagaing-regionerne og den sydlige Shan-stat. De første rapporter tydede på, at jordskælvet havde forårsaget betydelig skade. Myanmar er midt i en borgerkrig med mange svært tilgængelige områder. Det var ikke umiddelbart klart, hvilken nødhjælp militæret ville være i stand til at yde. Mange veje blev beskadiget og kommunikationslinjer afbrudt. Antallet af dræbte blev opgjort til 144, mens 700 personer var kommet til skade.
Kontroltårnet i hovedstaden, Naypyidaws lufthavn kollapsede, alle medarbejdere i tårnet frygtes omkommet. En lang række regioner i Myanmar oplevede store ødelæggelser af blandt andet veje, broer og bygninger. Med Mandalay lufthavnen beskadiget og kontroltårnet væltet i hovedstaden Naypyidaw lufthavn, var alle kommercielle flyvninger til byerne blevet afbrudt. Med udbredte telekommunikationssvigt kom der ikke detaljer om omfanget af katastrofen ud fra andre områder, end de vigtigste byområder Mandalay og Naypyidaw.
På trods af, at moskeer også var ramt og styrtet sammen over bedende muslimer i forbindelse med ramadan, blev det ikke nævnt i den officielle skadesrapport fra militærregeringen. Den opgjorde blot, at 670 buddhistiske klostre og 290 pagoder var beskadiget.
Nødhjælpsorganisationer beskrev den 2. april massive ødelæggelser og en medicinsk krise i det centrale Myanmar, med overbelagte hospitaler, mangel på medicin og stigende risiko for vandbårne sygdomme. Det kan tage uger, før der er fuldt overblik af ødelæggelserne omfang, da juntaen har blokkeret Internet og mobiltelefoni i det centrale Myanmar. Militæret afviste anmodninger fra internationale journalister om, at kunne dække følgerne af jordskælvet, med henvisning til mangel på vand, elektricitet og hoteller.

### Evakuering af overlevende og dræbte
Reuters Bureau rapporterede, at med i forvejen flere end 3,5 millioner mennesker internt fordrevet på grund af borgerkrigen, ramte jordskælvet på det værst tænkelige tidspunkt. Folk over hele landet blev udsat for "udbredt vold", og sundhedssystemet var "blevet decimeret af konflikter, overvældet af udbrud af kolera og andre sygdomme", ifølge Mohammed Riyas, Myanmars direktør for Den Internationale Redningskomité. En talsmand for Myanmars junta reagerede ikke på anmodninger om kommentarer. I timerne efter det massive jordskælv, hvor adskillige bygninger i Mandalay var styrtet sammen, gravede overlevende i murbrokkerne med deres bare hænder, i desperate forsøg på at redde de, der stadig var fanget nedenunder. Uden tungt maskineri til at hjælpe og med myndighedernes fravær, fortalte en beboer og redningsarbejdere, at de kæmpede for at trække overlevende ud, der råbte om hjælp.
Utallige var begravet under ruinerne af sammenstyrtede bygninger. Eftersøgningen af overlevende blev primært blevet udført af lokale beboere uden hjælp af tungt udstyr. Flytning af murbrokker skete med håndkraft og skovle i 41 graders varme.

### Antal omkomne og tilskadekomne
USA's Geologiske Undersøgelse (USGS) vurderede, at antallet af døde kan nå op på mellem 10.000 og 100.000. Militærjuntaen, der styrer Myanmar, opgjorde tidligt den 29. marts dødstallet til mindst 694. Desuden er der mindst 1.670 tilskadekomne personer og 68 meldt savnet. Om aftenen var det officielle tabstal steget til 1.002 dræbte og 2.376 tilskadekomne.
Den 30. marts, var tallene oppe på flere end 1.600 omkomne og over 3.400 tilskadekomne. Ifølge Folkekirkens Nødhjælps generalsekretær, Jonas Nøddekær, har militærjuntaen kun kontrol med 40 procent af landet, en lomme i midten af landet, hvor epicenteret for jordskælvet er. Landet er præget af konflikter mellem juntaen og væbnede modstandsgrupper, der gør det nærmest umuligt at få et overblik over konsekvenserne af det voldsomme jordskælv. Borgerkrigen gør det besværligt for nødhjælpsorganisationer at komme til undsætning, fordi der skal stables aftaler på benene med de stridende parter, hvorfor man må sætte lid til de lokale kræfter.
Den 31. marts blev tallene opgjort til 2.000 dræbte og omkring 3.900 tilskadekomne.
Tabstal i alt pr. 9. april: 5.352 dræbte og 7.104 tilskadekomne samt 538 personer er savnede.

### Hjælp fra udlandet
Fra hele verden, blandt andre FN og USA er kom der erklæringer om hjælp til det ellers lukkede land, hvor militærjuntaen blødte op for lukketheden efter jordskælvet. Allerede den 28. marts opfordrede landets leder, general Min Aung Hlaing, "ethvert land" om at yde hjælp og donationer som følge af jordskælvet. Han sagde, at han har åbnet ruter til international støtte og har taget imod tilbud om hjælp fra Indien og den sydøstasiatiske samarbejdsorganisation ASEAN.
Tidligere har militæret ellers afvist udenlandsk nødhjælp. For eksempel nægtede det, at tillade udenlandske redningshold og nødforsyninger efter cyklonen Nargis i 2008, hvilket resulterede i langt over 100.000 dødsfald, og titusindvis flere, der ikke blev redegjort for. Selv efter, at militærstyret gik med til at tage imod udenlandsk hjælp, var det med strenge restriktioner.
FN’s katastrofeorganisation (UNDRR) fremhæver vigtigheden af hurtig redningsindsats inden for de første 72 timer, da det er der, det er mest sandsynligt at finde overlevende efter en naturkatastrofe, som for eksempel et jordskælv.
Et kinesisk redningshold ankom om eftermiddagen den 30. marts til Mandalay. Det skulle gennemsøge ruinerne af byens store Great Wall Hotel, hvor halvdelen stod ramponeret tilbage, mens stueetagen var reduceret til murbrokker. Redningsholdet hørte livstegn fra murbrokkerne og kunne angiveligt tale med en person i ruinerne. Efter en fem timer kunne de trække en kvinde fri, med stabile livstegn.
Russisk redningsmandskab ankom til Naypyidaw den 30. marts medbringende et mobilt hospital og redningshunde.
Juntaen blev beskyldt for at bremse den humanitære indsats ved at opretholde stramme sikkerhedsforanstaltninger i nogle hårdt ramte jordskælvsområder. I en hændelse, der understregede udfordringen med at levere nødhjælp i en tid med borgerkrig, sagde juntaen, at dens tropper affyrede advarselsskud, da en kinesisk Røde Kors-konvoj ikke standsede i en konfliktzone.
Danmark støttede den 2. april nødhjælpsarbejdet med 10 millioner kroner.
FN's menneskerettighedskontor, OHCHR, rapporterede den 5. april, at militærjuntaen begrænsede adgangen til nødhjælp i områder, militæret ikke kontrollerer.

### Fortsat borgerkrig
Militæret har styret Myanmar det meste af tiden siden uafhængigheden i 1948, senest overtog de magten ved et militærkup i 2021 hvor demokratisk valgte Aung San Suu Kyi blev afsat og fængslet, hvilket førte til eskalerende væbnet modstand og borgerkrig. Allieret med etniske minoritetsgrupper har modstanderne med succes kæmpet tilbage. Analytikere mener, at de tilsammen kontrollerer mere end halvdelen af landet. Modstanden koordineres af en skyggeregering, den selvbestaltede Nationale Enhedsregering (National Unity Government). Folkets Forsvarsstyrker (People's Defense Force, forkortet PDF) er en væbnet fløj.
Trods jordskælvet foretog militærstyret bare tre timer senere luftangreb mod byen Naungcho, hvor syv personer blev dræbt i angrebet.
Folkets Forsvarsstyrker oplyste den 30. marts, at de stoppede kampene i to uger. Der var yderligere rapporter om morter- og droneangreb den 29. marts.
Den 2. april annoncerede militærjuntaen dog en midlertidig våbenhvile, der gælder for militærets kampe mod bevæbnede modstandere i hele landet, fra den 2. til 22. april. Under våbenhvilen var der både luft- og artilleriangreb fra militæret i dele af Myanmar, blandt andet tæt ved den thailandske grænse. Våbenhvilen blev senere forlænget til at gælde til 31. maj.

### Genopbygning
Genopbygning efter jordskælvet kan blive problematisk, da økonomien er kollapset efter militærkuppet i 2021 og befolkningen er fattig. Der bor over 50 millioner mennesker i landet, hvoraf flere millioner er rejst til Thailand som gæstearbejdere.
Den seismiske aktivitet i området den følgende månedstid gjorde det umuligt for de omkring 200.000 fordrevne personer, at vende tilbage til deres hjem eller begynde reparationsarbejde på deres bolig. Der var mangel på adgang til rent vand, som er en nødvendighed for, at undgå sygdomsspredning. Myanmars regntid (sydvestlige monsun) begynder typisk i maj måned, det kan blive svært, at få genopbygget de berørte områder inden da.

## Thailand
Thailands departement for katastrofeforebyggelse sagde, at jordskælvet kunne mærkes i næsten alle regioner i landet. Premierminister Paetongtarn Shinawatra indkaldte til et hastemøde for at vurdere virkningen af jordskælvet. Tre bygningsarbejde blev fundet dræbt kort efter kollapset klokken 13:20 af en 33 etager høj bygning i Bangkoks Chatuchak-distrikt, og 81 var savnede, seneret opdateret til 90. Bygningen begyndte af slå revner, hvorefter en kran faldt ned. 10 minutter senere faldt bygningen sammen. Normalt ville der være omkring 170 arbejdere i bygningen. Klokken 14:30 ankom forsvarsminister Phumtham Wechayachai til stedet og etablerede et fælles kommandocenter for ofrene. Han beordrede militært personel til at arbejde sammen med redningsarbejdere, for hurtigst muligt at hjælpe med at fjerne affald og søge efter sårede og afdøde ofre. Han udtalte, at dette jordskælv i Bangkok er uden fortilfælde i de sidste 100 år, og at myndighederne er bekymrede for efterskælv.
Mindst ti personer døde i Bangkok under første efterskælv, de fleste da den 33 etager høje bygning kollapsede. Dagen efter mentes mindst 15 personer at være i live, fanget under resterne af det sammenstyrtede højhus. Redningsfolk sagde, at de havde kommunikeret med flere, der ligger under det høje bjerg af murbrokker. Ud af de 15 kendte personer fanget under højhusets murbrokker, havde redningsarbejde stadig kontakt til ni af dem via mobiltelefoner ved middagstid den 30. marts. Omkring 20 redningshold, både thailandske og udenlandske, arbejdede i døgndrift. Røntgenteknologi, K9-enheder (hunde til eftersøgning) og tungt maskineri var blevet indsat. Bangkoks guvernør, Chadchart Sittipunt, sagde, at redningsindsatsen vil fortsætte, så længe der er en chance for at redde liv. Selv efter 72 timers-vinduet forsatte redningsaktionen for at finde overlevende.
Den 3. april blev de samlede ofre fra jordskælvet i Bangkok opgjort til 22 dræbte, 74 savnede og 35 tilskadekomne, hvoraf 24 var blevet udskrevet, mens 11 fortsat var indlagt. 103 mennesker var blevet berørt af den kollapsede bygning, hvoraf 74 stadig var savnet (menes at være fanget), 15 bekræftede dødsfald og ni overlevende reddet ud, nogle med skader.
Om aftenen blev parker brugt som overnatningsstedad omkring 775 mennesker, der ikke kunne vende hjem på grund af lukket offentlig trafik. Myndighederne sørgede for drikkevand og toiletter, mens private donerede mad.
Især Chiang Rai-provinsen blev ramt af jordskælvet, med adskillige strukturelle skader, men ingen tilskadekomne eller dræbte. En del af den ny dobbeltsporede jernbane under opførelse, ramlede sammen. Tyve massive betonbjælker, der hver vejede 10 tons, faldt ned fra den forhøjede jernbanestruktur. Kollapset knuste seks køretøjer parkeret i nærheden.

## Kina
Jordskælvet kunne også mærkes i de kinesiske provinser Sichuan og Yunnan, hvor det forårsagede skader på huse i byen Ruili, på grænsen til det nordlige Myanmar, samt tilskadekomne personer. Rystelsen i Mangshi, en by omkring 100 kilometer nordøst for Ruili, var så kraftige, at folk ikke kunne stå op.

## Fotos
- Animation, som bruger billeder fra Copernicus Sentinel-2-missionen, viser et tydeligt nord-syd-brud i jorden vest for Irrawaddy-floden, nær Mandalay.
- Væltet bygning i Mandalay.
- Kollapset bygning i Mandalay.
- Skader på lejlighedsbygning i Naypyidaw.
- Indiske INS Savitri laster 40 tons humanitær hjælp før afsejling til Yangon.
- Skader på væggene i King Chulalongkorn Memorial Hospital i Bangkok.
- Det medicinske fakultet på Srinakharinwirot University i Ongkharak, Thailand (cirka 1.000 km fra epicentret i Myanmar). Studerende, læger og personale blev evakueret udendørs.
- Evakuerede folk på gaden i Bangkok.
- En menneskemængde evakueret ud af Central Pinklao, et indkøbscenter i Bangkok.